# Сегрегаціоніст
«Сегрегаціоніст» (англ. Segregationist) — науково-фантастичне оповідання американського письменника Айзека Азімова, опубліковане 1967 року в журналі Abbottempo. Оповідання ввійшло до збірок «Прихід ночі та інші історії» (1969), «Все про роботів» (1982) та «Мрії робота» (1990).

## Сюжет
Хірург-інженер запитує пацієнта, яку модель штучного серця йому пересадити — металічну чи пластикову. Пацієнт вибирає металічну, як, зрештою, і більшість пацієнтів. Доктор пояснює це бажанням людей бути подібними на Металосів — роботів, які тепер зрівняні у правах з людьми. Інший лікар зауважує, що роботи — при ремонті — все частіше замовляють запчастини, які наближені до людських органів. Таким чином, з часом можливе повне злиття двох рас. Хірург-інженер каже, що він є прихильником сегрегації, що не потрібно старатися стати кимось іншим.
Наприкінці, готуючись до операції, він розжарює пальці для дезинфекції і піт тече по його металічному чолі.